# 任法融
任 法融（じん ほうゆう、1936年6月 - 2021年5月26日）は、中華人民共和国の道士、能書家、政治家。もとの名は任志剛。甘粛省天水県出身。元中国道教協会会長、陝西省道教協会会長、世界宗教和平会主席、中国宗教界和平委員会副主席、国家民族事務委員会副主任、中国道教学院院長、楼観台道観監院。第8期、9期、10期中国人民政治協商会議全国委員会委員。第11期、12期中国人民政治協商会議全国委員会常務委員会委員。

## 経歴
1936年6月、甘粛省天水県新陽鎮で生まれる。1955年、19歳で陝西省隴県の薬王洞の王嗣林（全真派龍門派）に入門・受戒し、任法融と名付けられる。1984年、楼観台道観監院に就任。1986年、陝西省道教協会会長に就任。2005年6月24日、中国道教協会第7期全国代表会議で会長に選出される。2021年5月26日、陝西省西安市で病気のため死去した。84歳。